# دغندورف
دغندورف (بالألمانية: Deggendorf) هي مدينة منطقة كبيرة، مكان مع حقوق وامتيازات المدينة و بلدة ألمانية تقع في ألمانيا في دغندورف.

## المدن التوأمة
مدن Neusiedl am See ( نيوزيدل أم سي ) و بيسك (التشيك) هي مدن توأمة لـدغندورف.

## أعلام
- فريدريك ويبر
- دانييل براندز
- غودرون ستوك
- توبياس زيلنر
- ألكسندر ساتشكو
- كيفن شيدهاور